# エマオの晩餐 (ストーム、マドリード)
『エマオの晩餐』（エマオのばんさん、西: La Cena de Emaús, 英: Supper at Emmaus）は、17世紀オランダ絵画黄金時代の画家マティアス・ストームがキャンバス上に油彩で制作した絵画である。画家がナポリに滞在していた1633-1639年に制作されたと推測される。1976年にローマのフランコ・ラペッティ（Franco Rapetti）画廊からハンス・ハインリヒ・ティッセン＝ボルネミッサ男爵のコレクションに入り、現在、マドリードのティッセン＝ボルネミッサ美術館に所蔵されている。なお、ほかにも8点の同主題作が知られ、それらはナポリのカポディモンテ美術館やグルノーブルのグルノーブル美術館などに所蔵されている。

## 作品
この絵画は、『新約聖書』中の「ルカによる福音書」（24章13-32節）に記述されている場面を表している。イエス・キリストの埋葬後、2人のキリストの弟子がエマオという村に向かっていた。そこにどこからともなく旅人が現われ、ともに歩くことになった。彼らが宿屋で食事の席についた時、旅人がパンを引き裂く姿を見て、弟子たちは彼がキリストだと気づく。

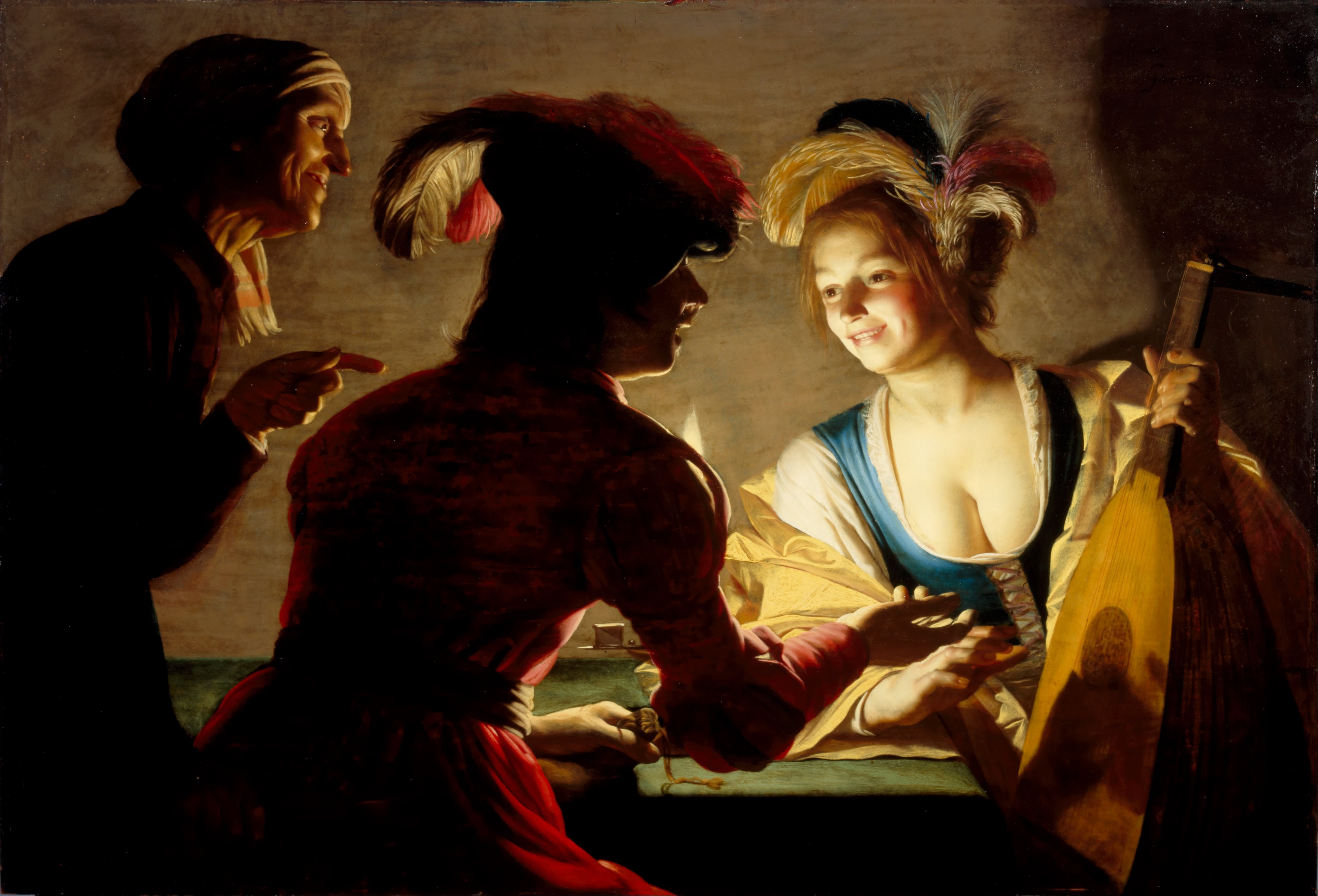
ヘラルト・ファン・ホントホルスト
『取り持ち女』（1625年）、ユトレヒト中央美術館、ユトレヒト

ストームの絵画にはイタリア・バロック絵画の巨匠カラヴァッジョの影響が常に認められるが、カラヴァッジョの『エマオの晩餐』 (ロンドン・ナショナル・ギャラリー) と『エマオの晩餐』 (ブレラ美術館、ミラノ) 同様、本作も出来事のクライマックスの場面、すなわち弟子たちがパンを裂く男をキリストだと認識するところを描いている。
本作の場面は非常に暗い部屋に設定され、構図の中央にあるテーブル上のロウソクによってのみ照らされている。1本のロウソクの光で照らされた夜の情景を描くのはヘラルト・ファン・ホントホルストが得意としたもので、ホントホルストからカラヴァッジョの影響を吸収したストームも多くの作品で1本のロウソクを光源としている。本作においてはキリストが右側に、2人の弟子が左側に描かれており、彼らはキリストに触れようと手を伸ばしている。また、キリストの背後で食器を持ち、給仕をする若い少女が非常な関心を持って見つめている。ストームはキアロスクーロの技法で人物像を描くというよりも塑像する一方で、テーブル上の静物と2人の弟子たちを描くために茶系統を中心に暖かい色調を用いている。

## ギャラリー

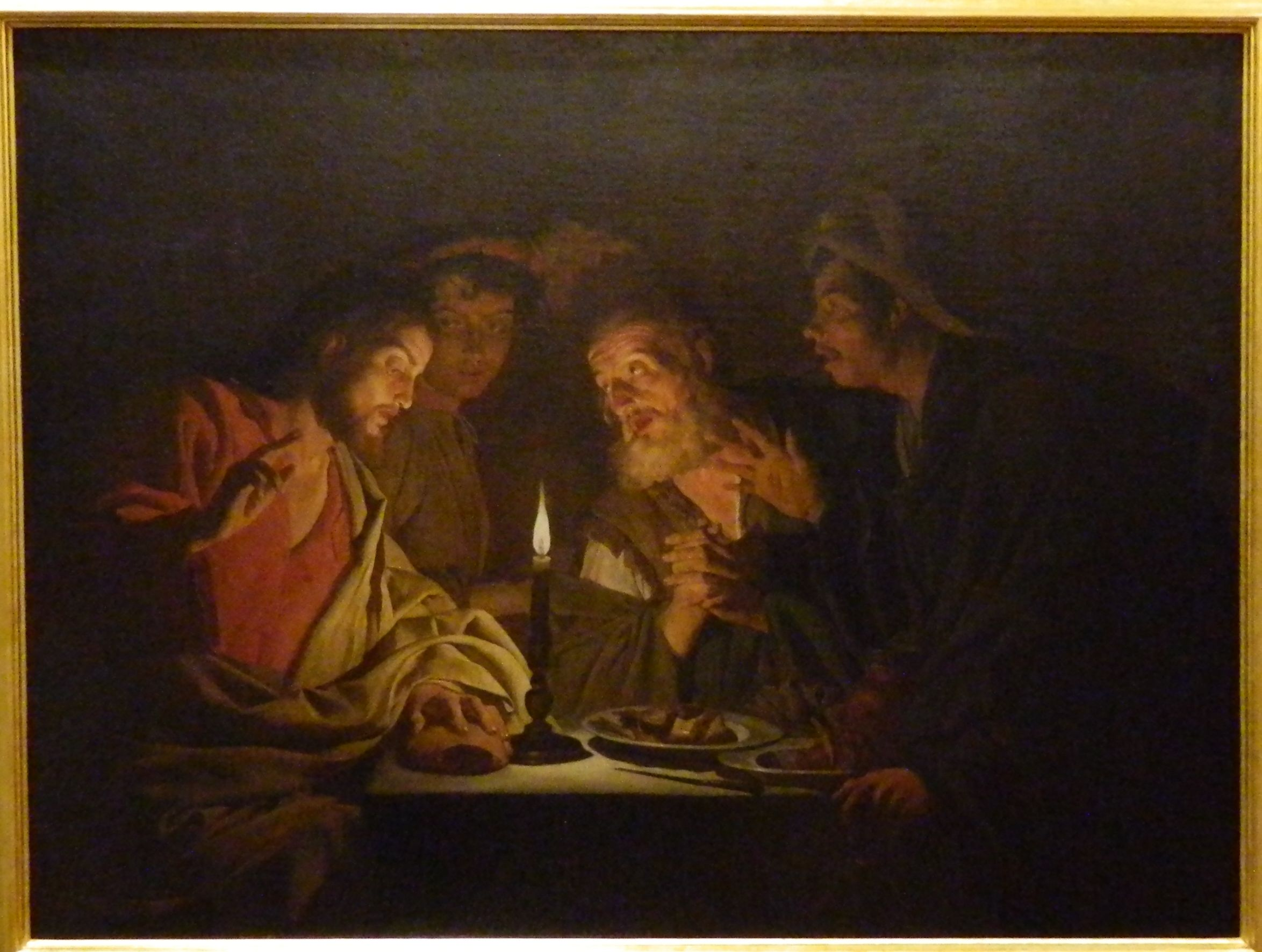
マティアス・ストーム『エマオの晩餐』 (1632-1639年ごろ)、カポディモンテ美術館、ナポリ
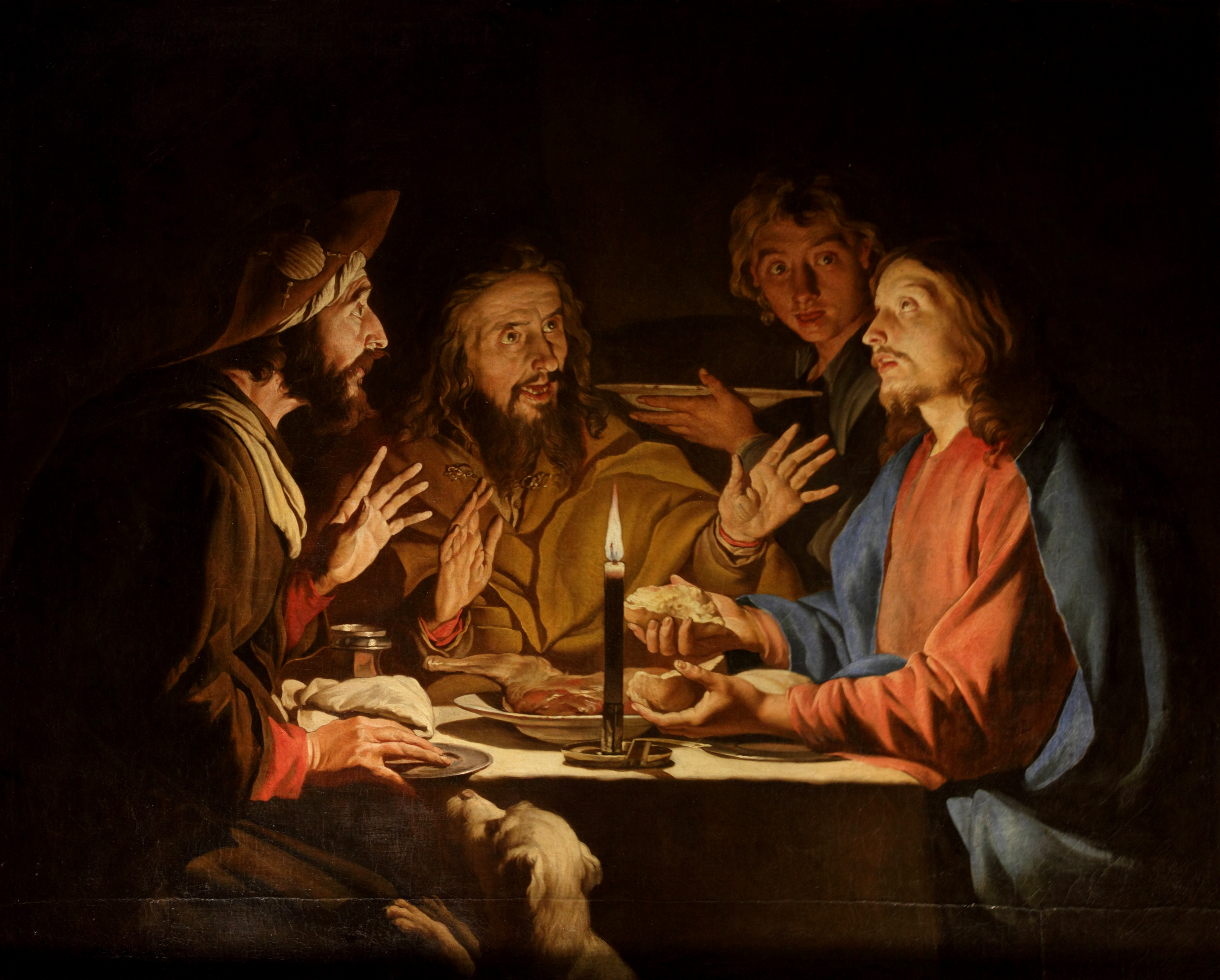
マティアス・ストーム『エマオの晩餐』 (1620-1640年)、グルノーブル美術館
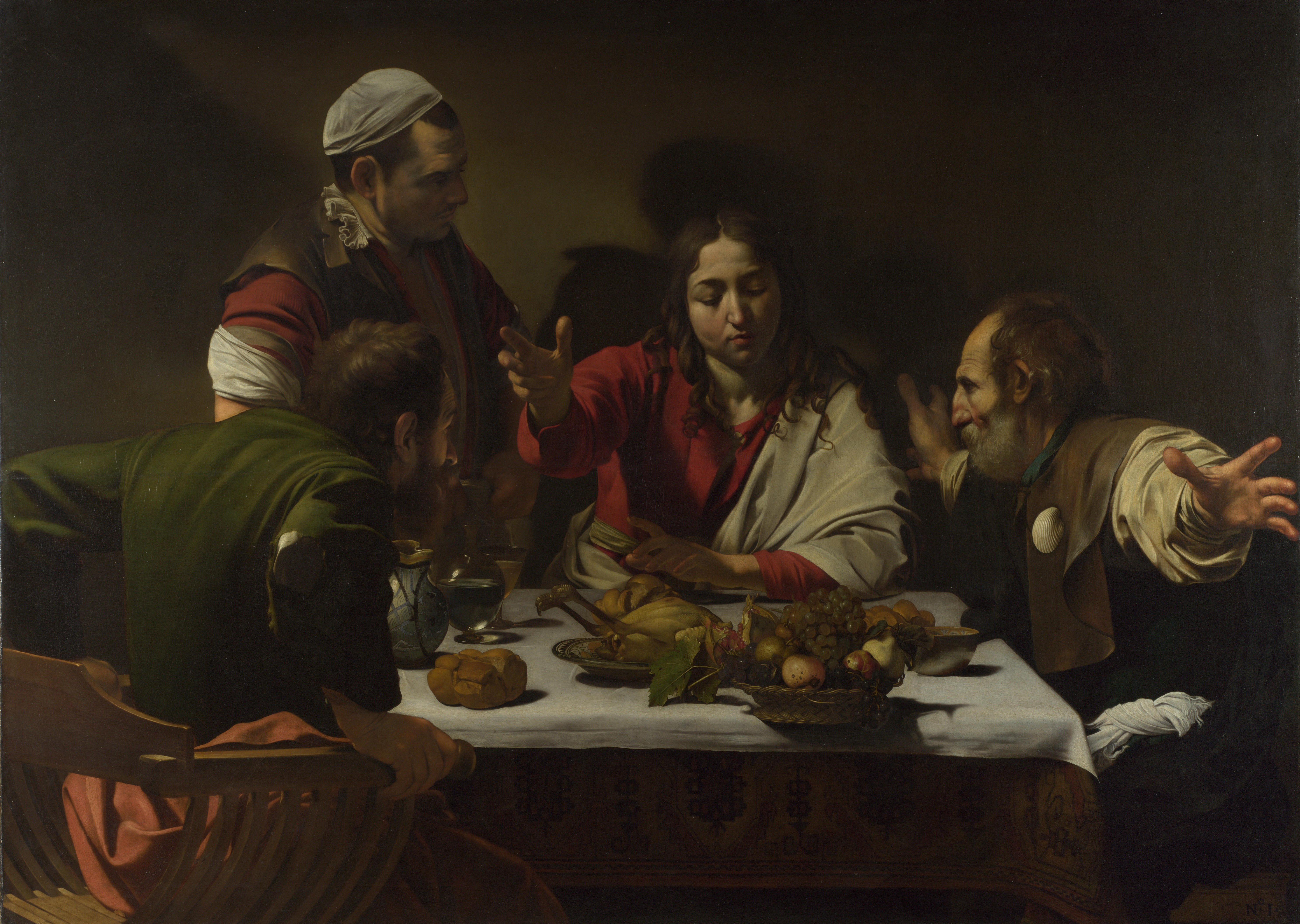
カラヴァッジョ『エマオの晩餐』 (1601年頃) 、ナショナル・ギャラリー (ロンドン)
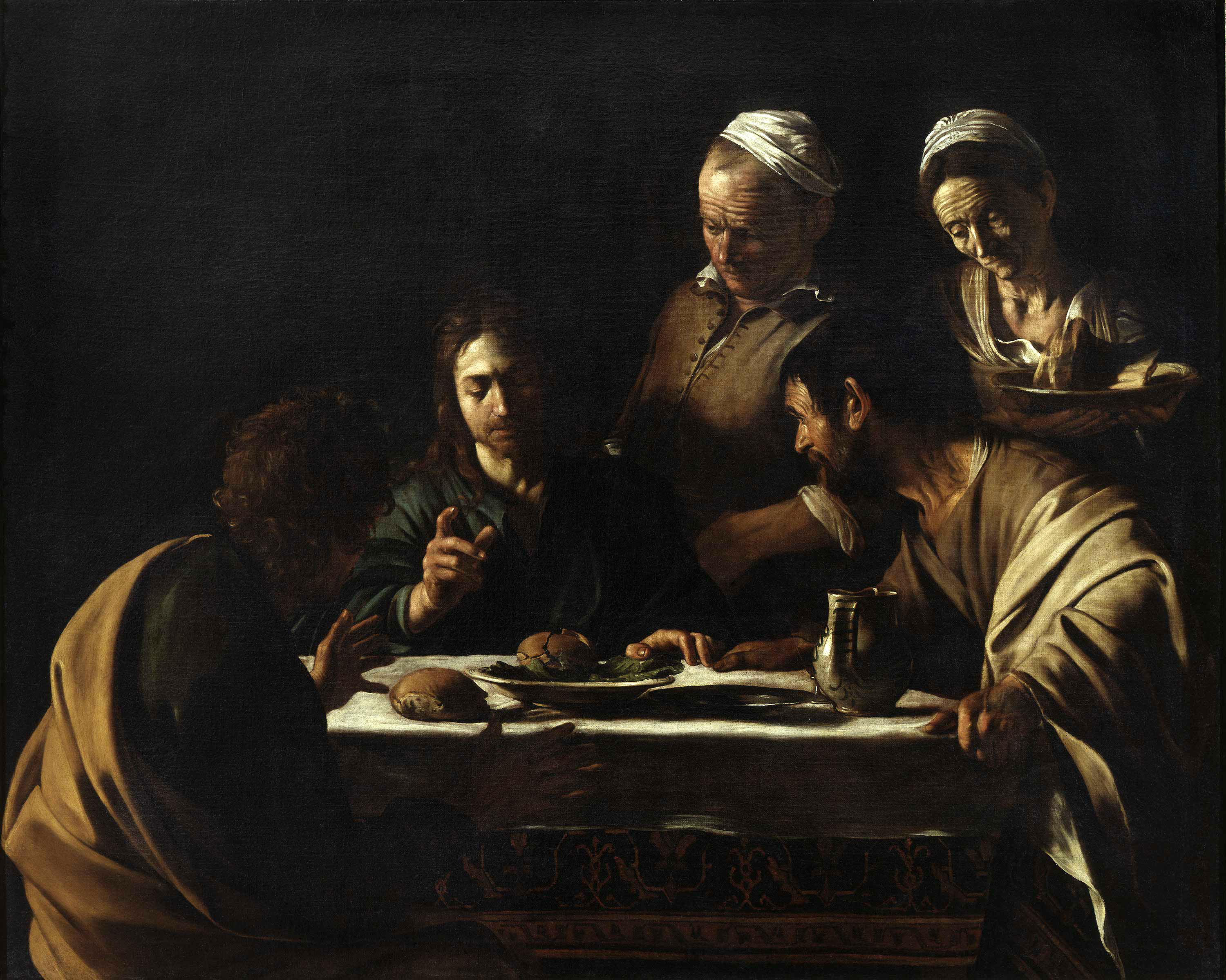
カラヴァッジョ『エマオの晩餐』 (1606年) 、ブレラ美術館、ミラノ